# Greatest Hits (musikalbum av Red Hot Chili Peppers)
Greatest Hits är ett samlingsalbum av Red Hot Chili Peppers och släpptes 18 november 2003.
Albumet består av de bästa låtarna under perioden 1989 till 2003. "My Friends" är den enda låten som kommer från 1995 års album One Hot Minute. Det är känt att gitarristen John Frusciante inte är ett fan till Dave Navarro's tid i bandet, det är troligen därför hits som "Warped" och "Aeroplane" lämnas ute från skivan. Dessa finns dock med på videoversionen.
Det mest överraskande med Greatest Hits är nog frånvaron av moderna hits som "Around the World", "Get On Top", "Can't Stop" och "The Zephyr Song" varav de två senare låtarna hade en betydande roll för albumet By The Way's succé. Det har senare avslöjats att det var många spänningar i bandet under denna period. Två nya låtar finns med på albumet, "Fortune Faded" som även släpptes som en singel med "Eskimo" som B-sida  och "Save The Population".

## Låtlista
Alla låtar är skrivna av Anthony Kiedis, Michael Balzary, John Frusciante och Chad Smith, förutom låt 11, skriven av Anthony Kiedis, Michael Balzary, Dave Navarro och Chad Smith och låt 12 skriven av Stevie Wonder.
1. "Under the Bridge" – 4:35 (från albumet Blood Sugar Sex Magik)
2. "Give It Away" – 4:47 (från albumet Blood Sugar Sex Magik)
3. "Californication" – 5:32 (från albumet Californication)
4. "Scar Tissue" – 3:38 (från albumet Californication)
5. "Soul to Squeeze" – 4:52 (från soundtracket till Coneheads)
6. "Otherside" – 4:17 (från albumet Californication)
7. "Suck My Kiss" – 3:38 (från albumet Blood Sugar Sex Magik)
8. "By the Way" – 3:38 (från albumet By the Way)
9. "Parallel Universe" – 4:31 (från albumet Californication)
10. "Breaking the Girl" – 4:57 (från albumet Blood Sugar Sex Magik)
11. "My Friends" – 4:11 (från albumet One Hot Minute)
12. "Higher Ground" – 3:24 (från albumet Mother's Milk)
13. "Universally Speaking" – 4:19 (från albumet By the Way)
14. "Road Trippin'" – 3:28 (från albumet Californication)
15. "Fortune Faded" – 3:23
16. "Save the Population" – 4:07